# Tour della nazionale maschile di rugby a 15 della Nuova Zelanda 1987
Nel 1987, gli All Blacks della nazionale neozelandese di Rugby Union, si recano in tour in Giappone.

## Bilancio (tra parentesi i test ufficiali)
- Giocate: 5 (2)
- Vinte: 5 (2)
- Pareggiate: 0 (0)
- Perse: 0 (0)
- Punti fatti 408 (180)
- Punti subiti 16 (4)

## Risultati
| Tokyo 21 ottobre 1987 | Giappone B | 0 – 94 | Nuova Zelanda XV | Olimpico |

| Osaka 25 ottobre 1987 | Giappone | 0 – 74 | Nuova Zelanda | Hanazona Stadium |

| Kyoto 28 ottobre 1987 | Asian Barbarians | 3 – 96 | Nuova Zelanda XV | Nishikyogoku Stadium |

| Tokyo 1º novembre 1987 | Giappone | 4 – 106 | Nuova Zelanda | Olimpico |

| Tokyo 4 novembre 1987 | J.R.U. Presidents XV | 9 – 38 | Nuova Zelanda XV | Olimpico) |